# Soulèvement de Zemla
Conflit au Sahara occidental
Le soulèvement de Zemla est une manifestation contre l'occupation su Sahara occidental par l'Espagne qui a eu lieu le 17 juin 1970. Entre 2 et 11 personnes ont été tuées par la répression espagnole. Cette manifestation peut être considérée comme le point de départ d'un indépendantisme sahraoui armé, la décolonisation étant déjà demandée par le Maroc depuis 1957.

## Déroulement

### Manifestation
Les dirigeants de l'organisation secrète Harakat Tahrir (Mouvement de libération) ont appelé à une manifestation pour lire une pétition d'objectifs en réponse à l'occupation espagnole du Sahara occidental. Le 17 juin 1970, cette pétition a été lue pacifiquement au gouverneur général espagnol de la colonie, le général José María Pérez de Lema y Tejero.

### Dispersion
La manifestation finit par être dispersée par les ordres du gouverneur général de l'Espagne sur place. La police intervient afin d'arrêter les dirigeants du Harakat Tahrir. Les manifestants ont réagi aux actions de la police en leur lançant des pierres. Les autorités espagnoles ont fait appel à la Légion étrangère espagnole qui a ouvert le feu sur les manifestants, tuant au moins onze personnes. 

## Suites
Dans les jours qui ont suivi l'incident, le fondateur de Harakat Tahrir, Mohammed Bassiri, et d'autres militants ont été traqués par les forces de sécurité espagnoles. Muhammad Bassiri a disparu en prison après avoir été arrêté en 1970.
La manifestation de Zemla a conduit à la fin du Harakat Tahrir. Des centaines de leurs partisans ont été arrêtés, tandis que d'autres manifestants ont été expulsés du Sahara espagnol.  La répression de la manifestation de Zemla a poussé le mouvement anticolonial saharien espagnol à embrasser la lutte armée. L'organisation militante nationaliste Front Polisario a été formée trois ans plus tard.